# Йоан II Солунски
Йоан (на гръцки: Ἰωάννης Β΄, Йоанис) е източноримски духовник, солунски архиепископ, писател и светец от VII век.

## Биография
Основният източник за живота на Йоан е първата книга от „Чудесата на Свети Димитър“, която той пише между 610 и 620 година. Като млад духовник Йоан участва активно в отблъскване две нападения на славяните и аварите срещу Солун - в 597 и в 603 или 609 (чудо А 14 и А 12) по време на прелатството на архиепископ Евсевий Солунски.
Йоан наследява Евсевий на архиепископския престол. По време на управлението му стават нови две славянски атаки на града – в 615 година или около 617 година. Годините на архиерейството на Йоан не могат да се определят точно, но със сигурност е между 610 и 625 година, като може да се добавят до пет години в началото и в края, тоест 605 – 630 година. Един месец след смъртта му в града става земетресение, предсказано от Йоан, който помолил Господ то да не става приживе му.
Според други източници Йоан Солунски заема два пъти архиепископския престол в Солун – от 603 до 610 година и отново от 617 до 626 година.
Освен на първата книга от „Чудесата“ архиепископ Йоан е автор и на една Възхвала на Свети Димитър, запазена единствено в старобългарски превод. Омилията му за Успение Богородично предхожда всички други запазени подобни произведения. На Седмия вселенски събор е прочетен пасаж от негова омилия за Искушението на Христос в пустинята, която не е запазена, и в която Йоан защитава иконопочитанието. Омилията за Светия кръст от Патмоския кодекс 380 може да е негова или на Йоан III Солунски.